# Даман (город)
Даман (гудж.  દમણ, англ. Daman, порт. Damão) — город и муниципальный совет в округе Даман союзной территории Дадра и Нагар-Хавели и Даман и Диу в Индии.

## Внутреннее деление
Город разделён рекой Даманский Ганг (англ. Daman Ganga River, порт. Rio Sandalcalo) на две части — Нанидаман (англ. Nanidaman, «Малый Даман») и Мотидаман (англ. Motidaman, «Большой Даман»). Интересно, что Нанидаман больше Мотидамана. Это центр города, в котором расположены большинство важных объектов, таких как школы, больницы, супермаркеты, крупные жилые районы. Мотидаман — старый город, населяемый, в основном, рыбаками и государственными служащими.
Нанидаман и Мотидаман соединены двумя мостами (первый предназначен, в основном, для двухколёсного транспорта, а второй — для легковых и грузовых автомобилей). Первый мост обрушился в августе 2004 года (погибло 28 школьников). Мост был восстановлен, но вскоре вновь обрушился. Сейчас транспортировка людей через реку осуществляется небольшими лодками несколько раз в день.

## Промышленность
Даман вместе с соседними городами Вапи и Силвассой образуют крупный промышленный узел. Здесь производятся пестициды, химикалии, удобрения, игрушки, электроника, красители, печатная краска, пластмассы и т. д.

## Демография

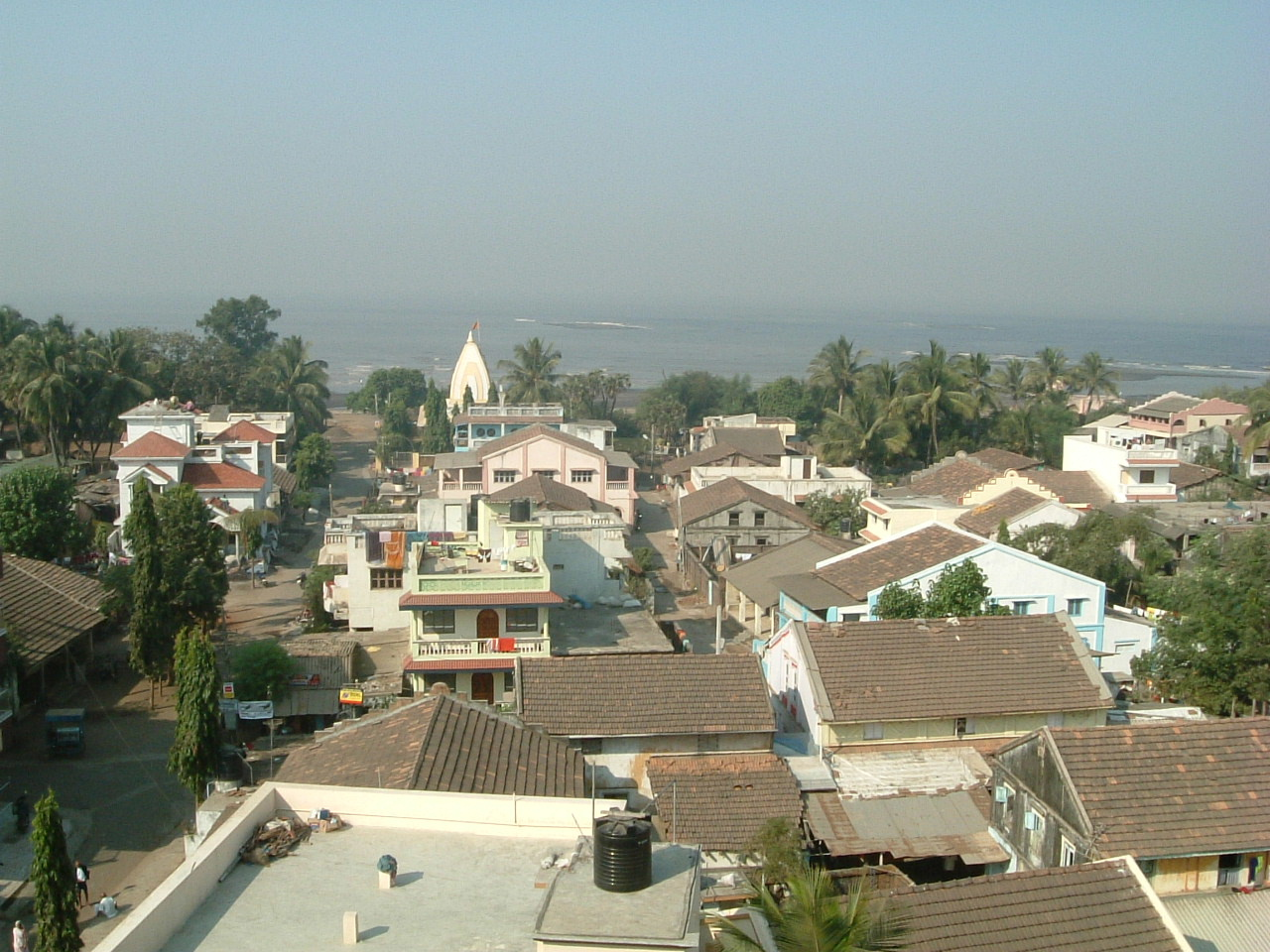
Даман

Согласно переписи 2001 года, население города составляет 35 743 человек, из них 53 % мужчин и 47 % женщин. Уровень грамотности 76 %, что выше среднего национального уровня (64,84 %). Грамотность среди мужчин составляет 81 %, среди женщин — 70 %. 12 % населения — дети до 6 лет.
Большинство населения в Дамане состоит из квалифицированных и образованных мигрирующих рабочих, проживающих в Дамане около 5 лет.

## Туризм
Даман популярен среди туристов. В основном, благодаря обширным, нетронутым пляжам и свободной продаже крепких алкогольных напитков, которая запрещена во многих штатах Индии.